# Teste de Rorschach

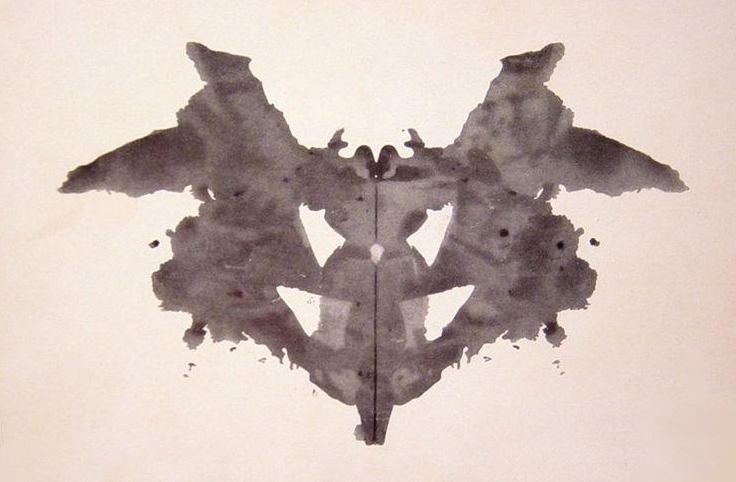
O primeiro dos dez cartões no teste de Rorschach.

O teste de Rorschach (popularmente conhecido como "teste do borrão de tinta") é uma técnica de avaliação psicológica pictórica, comumente denominada de teste projetivo, ou mais recentemente de método de autoexpressão. Foi desenvolvido pelo psiquiatra e psicanalista suíço Hermann Rorschach. O teste consiste em dar respostas sobre com o que se parecem as dez pranchas com manchas de tinta simétricas. A partir das respostas, procura-se obter um quadro amplo da dinâmica psicológica do indivíduo. O teste de Rorschach é amplamente utilizado em vários países.
As pranchas do teste, desenvolvidas por Rorschach, são sempre as mesmas. No entanto, para a codificação e a interpretação das informações, diferentes sistemas são utilizados.
Paralelamente ao "Teste de Rorschach" propriamente dito, Rorschach desenvolveu em 1921 juntamente com Hans Behn-Eschenburg uma segunda série de pranchas que ficou conhecida como Behn-Rorschach ou simplesmente Teste de Bero. Hans Zulliger publicou em 1948 um teste semelhante, mas em forma de slides a serem projetados na parede, chamado Teste Z. Esse teste, originalmente pensado como um teste para grupos, foi posteriormente editado em pranchas e utilizado como uma forma breve do teste de Rorschach, com apenas três pranchas.

## Introdução histórica

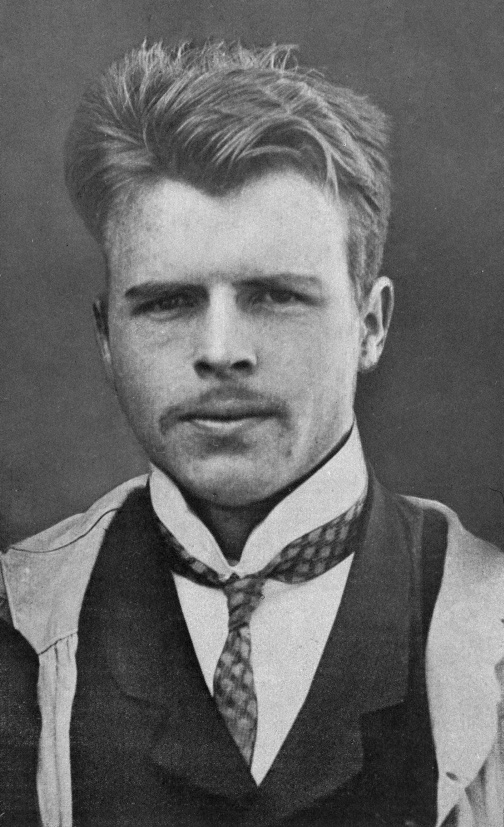
Hermann Rorschach em 1910

O uso de manchas de tinta como uma forma de teste não foi uma ideia de Rorschach. Antes dele, muitos autores, como Binet, Henri, Dearborn, Kirkpatrik entre outros, fizeram uso dessa técnica, sobretudo no estudo da imaginação e da criatividade. No entanto esses trabalhos não parecem ser a origem do interesse de Rorschach pelas manchas de tinta. Durante sua infância fora Rorschach um entusiasmado jogador de um jogo muito difundido no século XIX chamado Klecksographie ("Klecks" significa mancha de tinta) em que os jogadores criavam pequenos poemas a partir de manchas abstratas de tinta - cujo princípio básico é o mesmo de formar figuras com as nuvens dispostas no céu. Apesar de ter feito alguns experimentos anteriores, menos sistemáticos, foi entre 1917 e 1918 que Rorschach começou um estudo mais sistemático do uso do método de manchas de tinta no diagnóstico psiquiátrico, sobretudo no diagnóstico da esquizofrenia. Na época ele trabalhava como diretor do hospital Krombach em Herisau, na Suíça, e pôde colher dados tanto de pacientes como de funcionários e estudantes, coletando assim respostas tanto de pacientes como de pessoas saudáveis. Essa foi a base da tese Psychodiagnostik, publicada em junho de 1921, primeira apresentação oficial do teste.
Originalmente, Rorschach usava um total de quarenta pranchas diferentes, que logo se reduziram a quinze. Mesmo esse número bem diminuído de pranchas representou uma grande dificuldade para a publicação da obra, devido ao alto custo de impressão. A maioria dos editores consultados se mostrava disposta a publicar apenas seis pranchas, com o que o autor não concordava. Assim, durante todo o ano de 1920 a obra, já pronta, não pôde ser publicada — e foi até reescrita, uma vez que Rorschach continuava colhendo dados. Apenas em 1921 é que Rorschach conseguiu, com o auxílio de Walter Morgenthaler, negociar um compromisso com o editor Bircher, de Berna: ele editaria dez das pranchas. Importante para o desenvolvimento posterior do teste foi o fato de o editor ter tido problemas na reprodução das manchas, de forma que as pranchas editadas eram menores que as originais e possuíam um sombreado inexistente anteriormente. Essa é a forma atual do teste. Essas mudanças, em vez de serem um problema, representaram novas possibilidades para o teste, que não faziam parte da obra original de Rorschach. Assim, este começou a colher novos dados com as pranchas publicadas.
Quando da morte de Rorschach, em abril de 1922, ele havia deixado apenas um artigo inacabado a respeito dos sombreados. A obra de Rorschach foi um fracasso editorial. A comunidade científica não se mostrou interessada e a maior parte dos 1200 livros publicados ainda estavam no depósito quando o autor faleceu. Somente quando mais tarde os direitos da obra foram comprados pelo editor Huber e os primeiros artigos começaram a ser publicados é que o teste passou a ganhar em respeitabilidade. No entanto seu autor estava morto e as pranchas publicadas não correspondiam àquelas que ele utilizara na coleta original de dados. Essa situação levou ao aparecimento de diversos novos sistemas de codificação e interpretação do teste.
O primeiro autor a se dedicar à interpretação dos sombreados foi Hans Binder. Outros importantes representantes do teste na Europa foram Walter Morgenthaler, Emil Oberholzer, Georgi Roemer, Hans Behn-Eschenburg e Hans Zulliger. Eles foram os primeiros treinadores de especialistas na execução do teste. Entre estes estava o americano David Levy, que levou o teste para os Estados Unidos. Em torno de Levy, reuniu-se um grupo de pesquisadores que se dedicaram ao desenvolvimento do método diagnóstico com as pranchas de Rorschach. Entre eles, destacam-se Samuel J. Beck e Marguerite Herz. A expansão do nacional-socialismo nos países germanófonos levou a uma onda de imigração e muitos pesquisadores europeus se estabeleceram nos Estados Unidos. Entre eles o alemão Bruno Klopfer, o polonês Zygmunt Piotrowski e o húngaro David Rapaport. Cada uma dessas cinco personalidades gerou um próprio sistema de codificação e interpretação do teste de Rorschach.
A necessidade de unificar os diferentes sistemas de aplicação e interpretação do teste de Rorschach levou ao desenvolvimento de abordagens mais sistemáticas. Na Europa, o principal esforço nesse sentido foi realizado pelo psiquiatra dinamarquês-suíço Ewald Bohm, cuja obra Lehrbuch der Rorschach-Psychodiagnostik, publicada pela primeira vez em 1958, permanece como referência fundamental, especialmente nos países de língua alemã. Nos Estados Unidos, destacou-se o trabalho de John E. Exner Jr., que desenvolveu o Comprehensive System (Sistema Abrangente) com o objetivo de integrar os principais sistemas utilizados por cinco das maiores escolas norte-americanas do teste. O sistema de Exner tornou-se amplamente difundido, sendo adotado em diversos países. No entanto, como apenas a primeira edição da obra de Bohm foi traduzida para o inglês, seu conteúdo não foi considerado no desenvolvimento do sistema americano. Atualmente, existem esforços para a unificação das abordagens europeia e norte-americana.
No Brasil, o uso do teste de Rorschach iniciou-se sob influência tanto de estudos europeus quanto norte-americanos. Os primeiros registros oficiais datam de 1927, com o trabalho do médico Ulisses Pernambucano, seguido pelas contribuições da psicóloga russa Helena Antipoff, em 1929, e do psiquiatra José Leme Lopes, em 1932, que destacou os benefícios do instrumento para a saúde mental. Desde então, diversos pesquisadores contribuíram para o desenvolvimento de normas adaptadas à população brasileira, o que permitiu parcerias com estudos internacionais. As primeiras pesquisas normativas concentraram-se em populações infantis, adolescentes e adultas. Os sistemas mais utilizados incluem os de Silveira, Klopfer, Exner, Francês e o R-PAS. Esses sistemas continuam em uso e são aplicáveis em diferentes contextos da psicologia, como a jurídica, educacional, clínica e organizacional. No passado, o teste também foi utilizado por médicos e outros profissionais; contudo, de acordo com a legislação vigente, sua aplicação no país está restrita a psicólogos devidamente habilitados e deve seguir as diretrizes éticas e técnicas definidas pelo Sistema de Avaliação de Testes Psicológicos (SATEPSI).

## A lógica do teste
O teste de Rorschach, como todos os testes projetivos, baseia-se na chamada "hipótese projetiva". De acordo com essa hipótese, a pessoa a ser testada, ao procurar organizar uma informação ambígua (ou seja, sem um significado claro, como as pranchas do teste de Rorschach), projeta aspectos de sua própria personalidade. O intérprete (ou seja, o psicólogo que aplica o teste) teria, assim, a possibilidade de, trabalhando por assim dizer "de trás para frente", reconstruir os aspectos da personalidade que levaram às respostas dadas.
A hipótese projetiva baseia-se no conceito freudiano de projeção: um mecanismo de defesa, através do qual o indivíduo atribui de maneira inconsciente características negativas da própria personalidade a outras pessoas (projeção clássica). Apesar de a projeção clássica carecer de confirmação empírica e ser assim alvo de controvérsias, há ainda um outro caso de projeção que conta com uma relativa unanimidade entre os estudiosos: a projeção generalizada ou assimilativa. Esta é a tendência de determinadas características da personalidade, necessidades e experiências de vida de influenciar o indivíduo na interpretação de estímulos ambíguos. De acordo com os defensores do uso de testes projetivos, tais testes possuem duas grandes vantagens em comparação aos testes estruturados: (a) eles "enganam" os mecanismos de defesa do indivíduo e (b) permitem ao intérprete do teste ter acesso a conteúdos não acessíveis à consciência do indivíduo testado. Corre-se o risco da análise ser monitorada pelo sistema de autodefesa inconsciente do avaliado, mas o diagnóstico possui robustez para enquadrar o individuo quando ele se camufla nas estratégias esguias, desde que não tenha acesso a outros testes e avaliações para usá-lo como parâmetro e se posicionar escamoteando suas características e personalidade.

## A realização do teste
O Teste de Rorschach consiste em 10 pranchas diferentes, algumas com manchas coloridas, outras em preto e branco. O examinador apresenta as pranchas sempre na mesma ordem à pessoa testada, solicitando que ela descreva o que vê em cada uma delas. A pessoa pode virar as pranchas e fornecer quantas respostas desejar. O trabalho principal do examinador é codificar as respostas, utilizando um sistema complexo de códigos para categorizá-las em aspectos como modo de percepção, determinante, conteúdo e originalidade. 
Cada sistema de codificação, como o de Bohm e o de Exner, classifica as respostas de acordo com esses pontos de vista, utilizando uma série de letras para indicar as diferentes possibilidades. Os sistemas de codificação diferem na escolha das letras e em detalhes de execução e codificação das respostas. Por exemplo, Bohm usa abreviaturas em alemão, enquanto Exner utiliza inglês. A precisão na codificação das respostas requer habilidade por parte do examinador, que deve ser bem treinado para essa tarefa.

## A técnica de interpretação
O Teste de Rorschach é um instrumento psicológico projetado para avaliar aspectos da personalidade. Devido à complexidade da ferramenta, sua aplicação e análise requerem formação específica. Diversas abordagens e sistemas de interpretação foram desenvolvidos ao longo do tempo, cada um baseado em diferentes teorias psicológicas e metodologias específicas. Por motivos éticos e técnicos, os métodos de interpretação não devem ser divulgados a pessoas que serão avaliadas, a fim de preservar a validade dos resultados.
Entre as principais abordagens interpretativas, destacam-se as propostas por John E. Exner e Ewald Bohm.  A metodologia de Bohm contempla uma análise tanto quantitativa quanto qualitativa, com foco na inteligência, afetividade, atitudes gerais, humor, neuróticos e indícios de possíveis transtornos psiquiátricos. Sua abordagem também prevê a integração com outros testes psicológicos complementares. Já Exner propõe a interpretação a partir de grupos de variáveis denominados índices-chave, os quais estão relacionados a quadros como esquizofrenia, depressão, dificuldades de enfrentamento (coping), controle comportamental e estilos de personalidade. Esses índices são utilizados para compor agrupamentos que descrevem o funcionamento psíquico do indivíduo em termos de processamento de informações, expressão afetiva, autopercepção, relações interpessoais, controle comportamental e tolerância ao estresse.
O teste de Rorschach não se baseia na existência de respostas corretas ou incorretas, sendo sua interpretação dependente da análise conjunta de todas as respostas fornecidas pelo indivíduo. A avaliação leva em consideração não apenas o conteúdo das respostas, mas também aspectos formais e contextuais. Além disso, a interpretação é influenciada por fatores culturais e pelo contexto de vida da pessoa avaliada.
Embora o teste seja amplamente utilizado na avaliação clínica da personalidade, também foi empregado em outros contextos. Autores como Marvin Goldfried exploraram sua aplicação em áreas como diagnóstico do desenvolvimento pessoal, escalas de hostilidade e níveis de ansiedade. No entanto, a confiabilidade desses usos alternativos pode variar significativamente, dependendo do contexto e da metodologia empregada.

### Quantidade de respostas
É esperado que pessoas saudáveis consigam dar pelo menos 14 respostas entre as 10 manchas. Para que a pessoa não pense que deve dar apenas uma por mancha, na primeira mancha ela é instruída a dar mais de uma resposta. Pessoas que apesar de serem estimuladas não conseguem dar muitas respostas podem ser interpretadas com tendo menor capacidade cognitiva, como tendo tendência a depressão ou como indicativo de problemas mentais sérios.
O número normal de respostas é de cerca de 23 no total, por volta de 2-3 por mancha. Quem consegue dar mais de 30 respostas pode ser visto como mais criativo, com mais recursos e com maior capacidade intelectual.
Em entrevistas de emprego, o Rorschach é visto como uma tarefa diferente e interativa, mas ainda assim uma tarefa semelhante a outras que o novo profissional deve receber, para testar como a pessoa lida com tarefas novas. Ser capaz de dar respostas rápidas, bem elaboradas, bem explicadas, com tranquilidade, usando os diversos recursos da mancha (cor, sombreado, textura, complementando com a área em branco...) indica que o profissional é capaz de executar tarefas com competência e possui capacidade cognitiva para tal.

### Qualidade formal da resposta
No Teste de Rorschach, as respostas são avaliadas com base na frequência com que são vistas por diferentes grupos de pessoas, como não-pacientes, esquizofrênicos, depressivos internados e menores de 15 anos. No modelo de Exner, que utilizou uma amostra base de cerca de 1200 pessoas, as respostas podem ser classificadas como comuns, comuns integradas, incomuns ou únicas, dependendo do número de pessoas que deram uma resposta semelhante. Respostas comuns indicam processamento cognitivo normal, enquanto as incomuns e únicas refletem peculiaridades individuais. O excesso de respostas populares sugere obsessividade e compulsividade, mostrando um esforço excessivo para não perder detalhes e preocupação com a opinião dos outros, o que pode dificultar a expressão de respostas criativas.

### Respostas de movimento
As respostas de movimento são classificadas como ativas ou passivas com base na ação representada por pessoas ou animais nas manchas. Indivíduos mais ativos tendem a oferecer respostas de movimento ativo, enquanto os mais tímidos apresentam respostas passivas. Um grande número de respostas de movimento indica motivação e pró-atividade, enquanto respostas únicas sugerem habilidade para resolver problemas de forma criativa. Respostas de luta indicam capacidade de enfrentar desafios, enquanto a ausência delas em indivíduos introvertidos pode sugerir uma dificuldade em defender seus próprios direitos, podendo ser indicativo de vítimas de crimes.

## As pranchas
Abaixo são apresentadas as dez pranchas que compõem o teste de Rorschach, acompanhadas de informações gerais descritas por diversos autores, tanto em relação à imagem como um todo quanto a detalhes específicos.
As imagens são de domínio público na Suíça, país de origem de Hermann Rorschach, desde 1992, 70 anos após sua morte, conforme a legislação suíça de direitos autorais.
É importante ressaltar que a divulgação de informações detalhadas sobre como responder ao teste pode comprometer sua validade. O Rorschach depende de respostas espontâneas, e qualquer preparo prévio por parte do avaliado pode interferir nos resultados. Por esse motivo, orientar alguém sobre como responder ao teste é considerado antiético e metodologicamente inadequado.

## Críticas e controvérsias
Até o desenvolvimento do sistema abrangente de Exner, a principal crítica ao teste de Rorschach dizia respeito à ausência de padronização em sua aplicação e interpretação. O sistema de Exner buscou atender aos critérios psicométricos de validade (medição adequada do que se propõe avaliar), confiabilidade (consistência dos resultados) e objetividade (uniformidade na interpretação entre diferentes avaliadores). O sistema foi validado e normatizado em diversas populações, incluindo Portugal e Brasil. No Brasil, o Conselho Federal de Psicologia reconhece sua eficácia, conforme estudos normativos citados por Pasian (2002).
Apesar dos avanços promovidos pelo sistema de Exner, o uso do teste ainda gera controvérsias na comunidade científica. Pesquisadores como Scott O. Lilienfeld, James M. Wood e Howard N. Garb apontam limitações em relação à capacidade do Rorschach de identificar a maioria dos transtornos mentais definidos por sistemas como o CID-10 e o DSM-IV. Em artigos acadêmicos, esses autores desencorajam seu uso como ferramenta diagnóstica principal em contextos psiquiátricos e forenses, sugerindo maior rigor nos estudos que utilizam o teste. No entanto, reconhecem seu valor em pesquisas específicas, especialmente como instrumento complementar na identificação de esquizofrenia e distúrbios do pensamento, bem como em abordagens exploratórias na psicoterapia.
Outra questão refere-se à divulgação das pranchas do teste e de informações detalhadas sobre sua aplicação e interpretação. Muitos psicólogos argumentam que o acesso prévio a esses dados por parte dos avaliados compromete a validade do instrumento. Apesar de problemas ligados aos direitos autorais já existirem há alguns anos, uma vez que os direitos autorais venceram na maior parte dos países 70 anos após a morte do autor, a questão ganhou visibilidade em 2009, quando o artigo do teste em inglês da Wikipédia incluiu as pranchas e descrições de respostas frequentes, provocando debates na comunidade psicológica e a reprodução das imagens em veículos como The Guardian e The Globe and Mail.
O filósofo Carl Hempel, ao tratar das definições operacionais, afirma: "Em Psicologia tais critérios são comumente formulados em termos de testes (de inteligência, estabilidade emocional, habilidade matemática etc). Em linhas gerais, o procedimento operacional consiste em administrar o teste de acordo com especificações; o resultado são as respostas das pessoas submetidas ao teste, ou, em regra, uma avaliação qualitativa dessas respostas, obtida de modo mais ou menos objetivo e mais ou menos preciso. No teste de Rorschach, por exemplo, essa avaliação se apóia mais na competência para julgar, gradualmente adquirida pelo intérprete, e menos em critérios explícitos e precisos que a avaliação do teste de Stanford-Binet para a inteligência; o de Rorschach é, por isso, menos satisfatório que o de Stanford-Binet do ponto de vista operacionista. Algumas das principais objeções que foram levantadas contra a especulação psicanalítica são concernentes à falta de adequados critérios de aplicação para os termos psicanalíticos e às concomitantes dificuldades para tirar das hipóteses, em que figuram, alguma implicação verificável e inequívoca".

## Na arte e mídia
O artista australiano Ben Quilty usou a técnica de Rorschach em suas pinturas, aplicando tinta a óleo em textura sobre uma tela e pressionando uma segunda tela, não pintada, sobre a primeira, criando obras a partir das formas resultantes desse método. 
A máscara do personagem fictício Rorschach, da série de quadrinhos Watchmen e sua adaptação para o cinema em 2009, exibe uma mancha de tinta em constante transformação, baseada nos desenhos utilizados nos testes. No filme de Sofia Coppola de 1999, As Virgens Suicidas, a personagem Cecilia é submetida ao teste; em Spider (2002), de David Cronenberg, as manchas de tinta de Rorschach são utilizadas na abertura do filme. Em 2022, foi anunciado um filme em língua malaiala intitulado Rorschach, estrelado pelo ator Mammootty, gerando discussões nas redes sociais sobre o teste.
No jogo eletrônico Fallout: New Vegas, o personagem Doc Mitchell utiliza três cartas do teste para fazer um julgamento sobre o protagonista, que está se recuperando de um tiro na cabeça. As cartas VII, VI e II são usadas nessa ordem, e as respostas do jogador a uma lista predefinida de perguntas determinam os bônus de habilidade do jogador.